# Julian Tölle

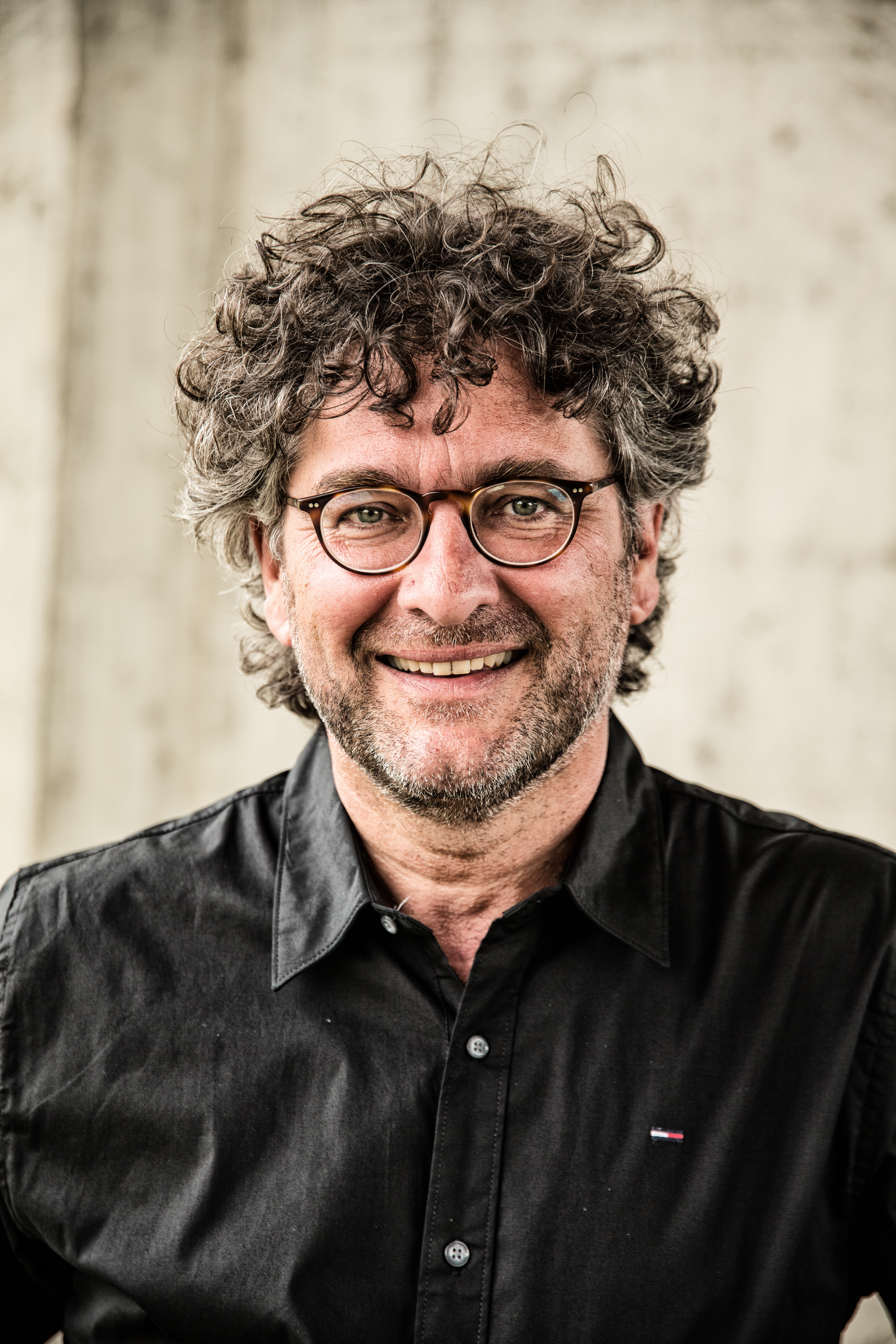
Julian Christoph Tölle

Julian Christoph Tölle (* 19. September 1966 in Bremen/Sauerland) ist ein deutscher Dirigent und Musikwissenschaftler.

## Leben
Tölle studierte in München und Wien Schulmusik, Dirigieren und Musikwissenschaften. Er beendete seine Studien mit Künstlerischem Diplom, Staatsexamen und der Promotion zum Dr. phil. Seine Dissertation über das Spätwerk von Olivier Messiaen erschien im Peter Lang Verlag/Frankfurt. Weitere Veröffentlichungen über Olivier Messiaen erschienen im Laaber-Verlag und bei Weidler/Berlin.
1994 wurde er als Nachfolger von Karl-Friedrich Beringer zum Künstlerischen Leiter des Amadeus-Chores gewählt. Bis 2002 dirigierte er dieses Ensemble. 
2000 übernahm er die Künstlerische Leitung des Nürnberger Hans-Sachs-Chores. 13 Jahre lang konzertierte er mit diesem Ensemble in der Meistersingerhalle Nürnberg. Die Schwerpunkte lagen dabei auf den Oratorien Georg Friedrich Händels und auf Werken des 20. Jahrhunderts. Weiterhin wurden innerhalb weniger Jahre die Oratorien von Edward Elgar aufgeführt. Für diese Leistung wurde er von der Elgar Society London mit dem „Certificate of Merit“ geehrt.
2002 gründete Tölle an der Universität Erlangen-Nürnberg einen Kammerchor. Seitdem konzertiert er mit diesem Ensemble regelmäßig im In- und Ausland. Der Chor errang 2013 beim Bayerischen Chorwettbewerb einen vorderen Platz und ist seit 2013 für das Musikfestival Fränkischer Sommer das „Vokal-Ensemble in Residence“. Der Uni-Kammerchor gestaltet regelmäßig gemeinsam mit internationalen Solisten und Orchestern die Eröffnungskonzerte des Festivals.
2008 wurde Tölle von der Stadt Nürnberg der Kulturförderpreis für seine Verdienste als Dirigent und Hochschullehrer verliehen.
Als Gastdirigent arbeitete er u. a. mit den Augsburger Philharmonikern, dem Bayerischen Kammerorchester, Ensemble Kontraste, der Fränkischen Philharmonie, dem Georgischen Kammerorchester, dem Kammerorchester Schloss Werneck, den Münchner Symphonikern, den Nürnberger Symphonikern, der Vogtland Philharmonie sowie mit dem L’Orfeo Barockorchester Linz zusammen.
Von 2005 bis 2010 war er als apl. Chordirektor am Staatstheater Nürnberg tätig. Er verantwortete in dieser Zeit sämtliche chorsinfonische Konzerte des Staatstheaters, u. a. die Gurrelieder von Arnold Schönberg sowie die 2. und 3. Sinfonie von Gustav Mahler.
2012 wurde Tölle zum Intendanten des Musikfestivals Fränkischer Sommer berufen. Er lehrt seit 1998 an der Friedrich-Alexander-Universität Erlangen-Nürnberg Dirigieren und Historische Musikwissenschaft.

## Preise und Auszeichnungen
- 2008: Verleihung des Kultur und Förderpreises der Stadt Nürnberg für die Verdienste als Dirigent und Hochschullehrer[13]
- 2012: Verleihung des Certificate of Merit von der Elgar Society London für das Aufführen der Oratorien Edward Elgars in den Jahren 2005–2010[8]
- 2013: 3. Platz beim Bayerischen Chorwettbewerb mit dem Kammerchor der Universität Erlangen-Nürnberg

## Veröffentlichungen
- Olivier Messiaen: Éclairs sur l'Au-Delà... - Die christlich-eschatologische Dimension des Opus ultimum, Frankfurt 1999, ISBN 978-3-631-34846-8.
- Messiaens Opus ultimum, oder: Die diesseitige Relevanz der postmortalen Grenzüberschreitung als christliches Existential, in: Wassermann/Schlee/Budde: La Cité céleste, Berlin 2006 ISBN 978-3-89693-473-4.
- Messiaen, Olivier, in: Gernot Gruber und Joachim Brügge: Das Mozart Lexikon, Laaber 2005, ISBN 978-3-89007-466-5.
- Messiaen, Olivier, in: Wolfgang Hochstein und Christoph Krummacher: Die Enzyklopädie der Kirchenmusik in 6 Bänden, Laaber 2009, ISBN 978-3-89007-691-1.